# Devin
Devin (en búlgaro: Девин) es una ciudad de Bulgaria en la provincia de Smolyan.

## Geografía
Se encuentra a una altitud de 719 m s. n. m. a 208 km de la capital nacional, Sofía.

## Demografía
Según estimación 2012 contaba con una población de 6 930 habitantes. Allí nació el gran Slavi.
|         | 2004  | 2005  | 2006  | 2007  | 2008  | 2009  | 2010  | 2011  |
| Mujeres | 3 787 | 3 760 | 3 775 | 3 771 | 3 750 | 3 734 | 3 697 | 3 605 |
| Varones | 3 464 | 3 406 | 3 400 | 3 357 | 3 344 | 3 320 | 3 299 | 3 324 |
| Total   | 7 251 | 7 166 | 7 175 | 7 128 | 7 094 | 7 054 | 6 996 | 6 929 |